# Independent Spirit Awards 1997
Die zwölfte Verleihung der Independent Spirit Awards fand am 22. März 1997 statt.

## Zusammenfassung
Es war das Jahr von Fargo (sechs Awards) und das Jahr der Filmschauspieler als Regisseure und Drehbuchautoren: Stanley Tucci gewann als Drehbuchdebütant für Big Night gegen Steve Buscemi für Trees Lounge – Die Bar, in der sich alles dreht. Billy Bob Thornton gewann den Preis für den besten Debütfilm für Sling Blade – Auf Messers Schneide gegen Tucci und Buscemi. Al Pacino war für Looking for Richard im Dokumentarfilmwettbewerb „Truer Than Fiction“ nominiert. Zwei weitere Schauspieler hatten Grund zur Freude: William H. Macy gewann bei seiner dritten Nominierung einen Award, Benicio del Toro gewann zum zweiten Mal hintereinander. Der große Verlierer des Abends war John Sayles: Sein Film Lone Star war für vier Awards nominiert und gewann nur einen. Sayles selber ging leer. Damit hat einer der renommiertesten Independent-Regisseure Amerikas bisher keinen Independent Spirit Award gewonnen. Ein weiterer Verlierer war Robby Müller, Kameramann für Jim Jarmuschs vierfach nominierten Dead Man, der auch im vierten Anlauf nicht gewinnen konnte. Mike Leigh dagegen holte mit seiner vierten Nominierung den Preis – den besten ausländischen Film, gegen hochkarätige Konkurrenz: Gianni Amelio, Danny Boyle, Wong Kar-Wai und Lars von Trier.

## Gewinner und Nominierte

### Bester Film
Fargo – Ethan Coen
Das Begräbnis (The Funeral) – Mary Kane
Dead Man – Demetra J. MacBride
Lone Star – R. Paul Miller, Maggie Renzi
Willkommen im Tollhaus (Welcome to the Dollhouse) – Todd Solondz

### Bester Debütfilm
Sling Blade – Auf Messers Schneide (Sling Blade) – Billy Bob Thornton, David L. Bushell, Brandon Rosser
Big Night – Campbell Scott, Stanley Tucci, Jonathan Filley
I Shot Andy Warhol – Mary Harron, Tom Kalin, Christine Vachon
Manny & Lo – Lisa Krueger, Marlen Hecht, Dean Silvers
Trees Lounge – Die Bar, in der sich alles dreht (Trees Lounge) – Steve Buscemi, Chris Hanley, Brad Wyman

### Bester Hauptdarsteller
William H. Macy – Fargo
Chris Cooper – Lone Star
Chris Penn – Das Begräbnis (The Funeral)
Tony Shalhoub – Big Night
Stanley Tucci – Big Night

### Beste Hauptdarstellerin
Frances McDormand – Fargo
María Conchita Alonso – Caught – Im Netz der Leidenschaft (Caught)
Scarlett Johansson – Manny & Lo
Catherine Keener – Walking and Talking
Renée Zellweger – Alle Liebe dieser Welt (The Whole Wide World)

### Bester Nebendarsteller
Benicio del Toro – Basquiat
Kevin Corrigan – Walking and Talking
Matthew Faber – Willkommen im Tollhaus (Welcome to the Dollhouse)
Gary Farmer – Dead Man
Richard Jenkins – Flirting with Disaster – Ein Unheil kommt selten allein (Flirting with Disaster)

### Beste Nebendarstellerin
Elizabeth Peña – Lone Star
Queen Latifah – Set It Off
Mary Kay Place – Manny & Lo
Lili Taylor – Girls Town
Lily Tomlin – Flirting with Disaster – Ein Unheil kommt selten allein (Flirting with Disaster)

### Bestes Leinwanddebüt
Heather Matarazzo – Willkommen im Tollhaus (Welcome to the Dollhouse)
Jena Malone – Schutzlos – Schatten über Carolina (Bastard Out of Carolina)
Brendan Sexton III – Willkommen im Tollhaus (Welcome to the Dollhouse)
Arie Verveen – Caught – Im Netz der Leidenschaft (Caught)
Jeffrey Wright – Basquiat

### Beste Regie
Joel Coen – Fargo
Abel Ferrara – Das Begräbnis (The Funeral)
David O. Russell – Flirting with Disaster – Ein Unheil kommt selten allein (Flirting with Disaster)
Todd Solondz – Willkommen im Tollhaus (Welcome to the Dollhouse)
Robert M. Young – Caught – Im Netz der Leidenschaft (Caught)

### Bestes Drehbuch
Joel Coen, Ethan Coen – Fargo
Jim Jarmusch – Dead Man
David O. Russell – Flirting with Disaster – Ein Unheil kommt selten allein (Flirting with Disaster)
John Sayles – Lone Star
Nicholas St. John – Das Begräbnis (The Funeral)

### Bestes Drehbuchdebüt
Joseph Tropiano, Stanley Tucci – Big Night
Steve Buscemi – Trees Lounge – Die Bar, in der sich alles dreht (Trees Lounge)
Lisa Krueger – Manny & Lo
Michael Scott Myers – Alle Liebe dieser Welt (The Whole Wide World)
Suzan-Lori Parks – Girl 6

### Beste Kamera
Roger Deakins – Fargo
Ken Kelsch – Das Begräbnis (The Funeral)
Robby Müller – Dead Man
Bill Pope – Bound
Rob Sweeney – Color of a Brisk and Leaping Day

### Truer Than Fiction Award
Leon Gast – When We Were Kings - Einst waren wir Könige
Steven Ascher, Jeanne Jordan – Troublesome Creek: A Midwestern
Joe Berlinger, Bruce Sinofsky – Das verlorene Paradies – Die Kindermorde in Robin Hood Hills (Paradise Lost: The Child Murders at Robin Hood Hills)
Rob Epstein, Jeffrey Friedman – Gefangen in der Traumfabrik (The Celluloid Closet)
Al Pacino – Looking for Richard

### Bester ausländischer Film
Lügen und Geheimnisse (Secrets & Lies) – Mike Leigh
Lamerica – Gianni Amelio
Trainspotting – Neue Helden (Trainspotting) – Danny Boyle
Chungking Express (Chung Hing sam lam) – Wong Kar-Wai
Breaking the Waves – Lars von Trier

### Someone to Watch Award
Larry Fessenden – Habit
Joe Brewster – The Keeper
Chris Smith – American Job